# Gerardo Matos Rodríguez
Gerardo Hernán Matos Rodríguez (còn gọi là Becho; 28 tháng 3 năm 1897 – 25 tháng 4 năm 1948) là một nhạc sĩ, nhà soạn nhạc và nhà báo người Uruguay. Ông là tác giả của nhạc phẩm tango nổi tiếng "La cumparsita".

## Tiểu sử
Ông sinh tại Montevideo, Uruguay, là con trai của chủ cabaret Moulin Rouge nổi tiếng ở đây. Ông học kiến trúc nhưng không theo đến cùng. Sự nghiệp viết nhạc của ông bắt đầu khi còn là anh sinh viên trẻ vào năm 1917. Tác phẩm đầu tiên được biết đến là "La cumparsita" - bản nhạc ông viết cùng cây đàn dương cầm của Liên đoàn Sinh viên Uruguay (tiếng Tây Ban Nha: Federación de Estudiantes of Uruguay). Bản "La cumparsita" trở thành một trong những nhạc phẩm tango được biết đến rộng rãi nhất nhưng thật mỉa mai, tác giả của nó ban đầu rất e dè không dám tự chơi nó; bản nhạc vì thế mà được biết đến nhiều qua phần biểu diễn của những người khác.
Ông chu du qua nhiều nước khắp châu Âu và sống tại Paris, Pháp một thời gian, cũng như từng làm lãnh sự Uruguay ở Đức. Năm 1931, ông cộng tác soạn nhạc cho phim Luces de Buenos Aires (được quay ở Joinville-le-Pont, Pháp).
Ông qua đời sau thời gian dài bệnh tật vào năm 1948 tại quê hương Montevideo.

## Sự nghiệp sáng tác

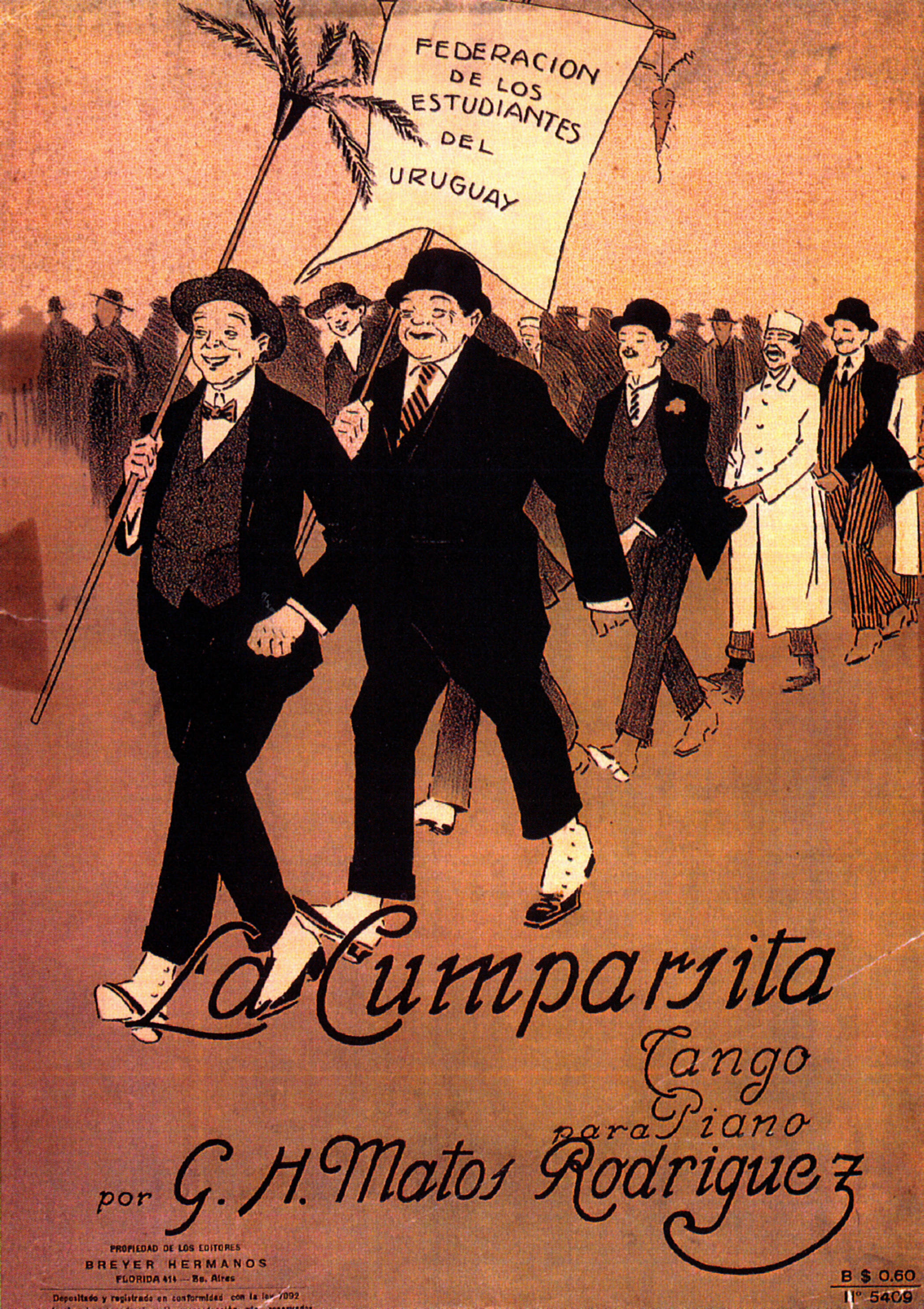
"La cumparsita"

Tác phẩm tango kinh điển "La cumparsita" được ông soạn năm 1916, nguyên thủy là một bản hành khúc dành cho carnaval. Roberto Firpo thì bổ sung những đoạn trích từ các bản tango "La Gaucha Manuela" và "Curda Completa" của ông vào hành khúc của Matos để tạo thành bản nhạc "La cumparsita". Về sau nó được Pascual Contursi và Enrique Pedro Maroni đặt thêm lời.
Ngoài ra, Rodríguez còn sáng tác một số nhạc phẩm dành cho các vở kịch trong nhà hát công diễn tại Buenos Aires, Argentia. Ông chỉ huy một dàn nhạc tango của riêng ông ở Montevideo trong một thời gian ngắn sau đó.
Rodríguez từng hợp tác với những người viết lời bài hát gồm Enrique Cadícamo, Victor Soliño, Juan B. A. Reyes, Manuel Romero và Fernán Silva Valdés.

## Một số tác phẩm tango
| - La cumparsita - Che papusa, oí - Son grupos - Yo tuve una novia - Cuando bronca el temporal - Hablame - Pobre corazón - Haceme caso a mí - Canto por no llorar - Rosa reseca - Botija linda | - El pescador - Te fuiste, ¡ja, ja! - Adiós Argentina - Mi provinciana - La milonga azul - Dale celos - Raspail - Mocosita - La muchacha del circo - San Telmo |